# Kainantu-Goroka jezici
Kainantu-Goroka jezici, jedna od glavnih skupina transnovogvinejskih jezika, koja obuhvaća 29 jezika podijeljenih na dvije uže skupine, gorokansku s 15 jezika i kainantu s 14 jezika.
Svih 29 jezika govore se na području Papue Nove Gvineje. Gorokanska skupina dalje se dijeli na 6 podskupina: Fore, gahuku-benabena, Gende s jedinim i istoimenim jezikom (identifikator [gaf]), Isabi (također jedan i istoimeni jezik), kamano-yagaria, i siane. Druga skupina kainantu, dijeli se na podskupine gadsup-auyana-awa, tairora i s po jednim istoimenim jezikom podskupine owenia, kenati i kambaira
Po starijoj klasifikaciji jezici ove skupine bili su dio skupine jezika istočnonovogvinejskog gorja i podijeljeni na istočne centralne, sadašnja skupina goroka, istočne i kenati, danas kainantu jezici.